# BTM Antananarivo
El BTM Antananarivo es un equipo de fútbol de Madagascar que juega en la Segunda División de Madagascar, la segunda liga de fútbol más importante del país.

## Historia
Es uno de los equipos de fútbol más importantes de la capital Antananarivo luego de que han ganado dos títulos de liga y tres títulos de copa, aunque no han conseguido gran cosa desde 1997 cuando estuvieron por última vez en la máxima categoría.
A nivel internacional es uno de los clubes de Madagascar con más apariciones, ya que han estado en 5 torneos continentales, en donde su mejor participación ha sido en la Recopa Africana 1990, en la cual fue eliminado en los cuartos de final por el Al-Merreikh Omdurmán de Sudán.

## Palmarés
- Campeonato malgache de fútbol: 2

1986, 1993
- Copa de Madagascar: 3

1987, 1989, 1991

## Participación en competiciones de la CAF
| Temporada | Torneo                            | Ronda            | Club                 | Casa | Visita | Global      |
| --------- | --------------------------------- | ---------------- | -------------------- | ---- | ------ | ----------- |
| 1987      | Copa Africana de Clubes Campeones | Preliminar       | Maji Maji FC         | 1-1  | 1-2    | 2-3         |
| 1988      | Recopa Africana                   | 1                | Miembeni             | 3-1  | 0-0    | 3-1         |
| 1988      | Recopa Africana                   | 2                | Gor Mahia FC         | 0-1  | 1-2    | 1-3         |
| 1990      | Recopa Africana                   | 1                | Pamba SC             | 2-1  | 0-0    | 2-1         |
| 1990      | Recopa Africana                   | 2                | Kenya Breweries      | 0-0  | 1-1    | 1-1 (a)     |
| 1990      | Recopa Africana                   | Cuartos de final | Al-Merreikh Omdurmán | 0-0  | 0-1    | 0-1         |
| 1992      | Recopa Africana                   | 1                | Vital'O FC           | 2-0  | 0-2    | 2-2 (3-4 p) |
| 1994      | Copa Africana de Clubes Campeones | 1                | Fire Brigade SC      | 2-1  | 1-1    | 3-2         |
| 1994      | Copa Africana de Clubes Campeones | 2                | Simba SC             | 0-1  | 0-0    | 0-1         |

## Jugadores destacados
- Fabrice Mosa